# Paul Huson
Paul Huson é um autor britânico e artista que atualmente reside nos Estados Unidos. Além de trabalhar na indústria de televisão e cinema, é mais conhecido por seus livros sobre ocultismo e esoterismo, como o Mastering Witchcraft de 1970, que influenciou muitas bruxas e feiticeiros e é um dos livros mais conhecidos sobre a bruxaria de um ponto de vista não-wiccano.